# گکوی رود الیگاتور
گکوی رود الیگاتور (نام علمی: Lucasium occultum) نام یک گونه از سرده گکوهای زمینی است.